# Jean Lannes
Jean Lannes, kníže ze Sievers, vévoda z Montebella, (10. dubna 1769, Lectoure, Gers, Francie – 31. května 1809, Ebersdorf u Vídně, Rakousko) byl francouzský generál, císařský maršál a jeden z nejbližších přátel císaře Napoleona.

## Život

### Mládí
Jeanův otec byl selským čeledínem, který později si otevřel obchod vínem, ale i jinými komoditami a nakonec se věnoval obchodování pozemky. Jean se sotva naučil číst a psát zásluhou staršího bratra Bernarda, který byl knězem. Stal se barvířským učněm a později i tovaryšem.

### Vojenská kariéra

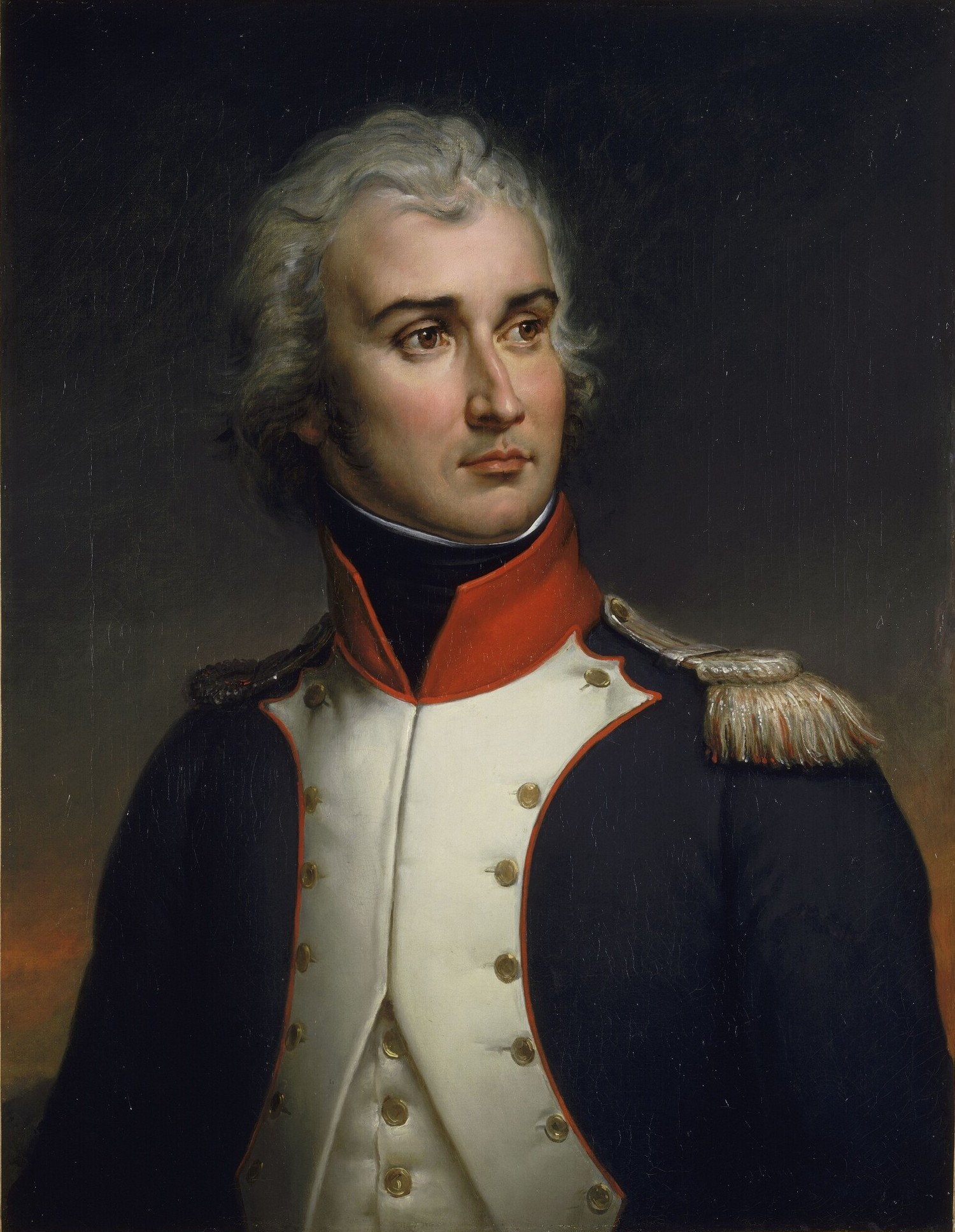
Jean Lannes na obrazu Pierra Guérina

Roku 1792 vstoupil do revoluční armády jako poddůstojník a základní výcvik absolvoval ve vojenském táboře u Toulouse. Táboru velel generál Antoine Marbot, Lannesův krajan, který si jej oblíbil, mimořádně se mu věnoval a doplňoval jeho vzdělání. Zde také Lannes uzavřel přátelství na celý život s budoucím kolegou maršálem Augereauem.
Tábor odstartoval jeho rychlou kariéru. Roku 1795 se Lannes stal velitelem praporu a už roku 1796 bojoval v Itálii pod Bonapartem v hodnosti plukovníka. Upozorňoval na sebe svou rozhodností a odvahou při přechodu Pádu (7. května 1796), v bitvě u Lodi (10. května 1796), u Bassana (8. září 1796), v bitvě u Arcole (15.–17. listopadu 1796) a při obsazení Mantovy (Mantua – 2. února 1797). Po bitvě u Bassana byl povýšen na brigádního generála. Během tohoto italského tažení byl opakovaně těžce raněn a proto byl Bonapartem nazýván „Rolandem armády“. Již tehdy se stal Bonapartovým důvěrníkem a vztah se postupem času dále utužoval. Roku 1798 se účastnil výpravy do Egypta a tam při útoku na Sain –Jean d’Acre (7. května 1799) utrpěl střelnou ránu do krku, následkem které pak trpěl stálým uchýlením hlavy na pravou stranu (torticollis retrahens). Povýšen na divizního generála vrací se roku 1799 s Napoleonem Bonaparte zpět do Francie. Při Brumairovém převratu 9. listopadu 1799 stojí pevně při Napoleonovi a poskytuje mu významnou pomoc.
Při druhém italském tažení svedl svou první samostatnou bitvu 9. června 1800 u Montebella, kde rozhodně porazil dvojnásobně silné vojsko rakouského generála von Otta a zabránil tak posílení hlavních rakouských sil pod velením Melase. Ještě téhož roku převzal funkci velitele konzulární gardy. V roce 1801 byl Jean Lannes jmenován vyslancem v Lisabonu, kde si vedl mimořádně úspěšně a s pomocí své krásné choti se mu podařilo přiklonit portugalskou politiku i ekonomiku na stranu Francie. Nepřekvapilo nikoho, když 19. května 1804 byl povýšen do hodnosti císařského maršála. Účastnil se tažení 1805 a velel V. sboru. Významnou byla jeho role při obsazení Vídně (13. listopadu 1805), při zajištění přechodu Dunaje a v bitvě u Hollabrunnu (16. listopadu 1805). U Slavkova (2. prosince 1805) byl velitelem levého křídla, bránícího vrch Santon a se svým sborem vytvořil neprostupnou hráz proti Bagrationovi – umožnil tím realizaci hlavního úderu na středním úseku známém jako „Lví skok“. Během tažení roku 1806 byl v bitvě u Jeny (14. října 1806) velitelem středu francouzské sestavy a 26. prosince porazil Rusy pod Beningsenem u Pultusku, kde byl raněn. V květnu 1807 převzal velení náhradního sboru, se kterým bojoval u Heilsbergu (10. června 1807) a Friedlandu (14. června 1807). Ještě před uzavřením Tylžského míru (7. července 1807) byl jmenován 30. června 1807 knížetem ze Sievers (něm. Sewerien, pol. Siewerz) a 15. června roku 1808 vévodou z Montebella.
V roce 1808 doprovázel Napoleona na Pyrenejský poloostrov, kde porazil (22. listopadu 1808) generála Casanase v bitvě u Tudely a poté vedl známé obležení a dobytí Zaragozy (kapitulace 21. února 1809). V tažení roku 1809 proti Rakousku velel dvěma divizím v bitvě u Eggmühlu (21. a 22. dubna 1809) a při dobytí Regensburgu (23. dubna 1809), aby konečně 13. května 1809 po dvoudenním ostřelování vtáhl v čele předvoje armády do Vídně.

### Smrt

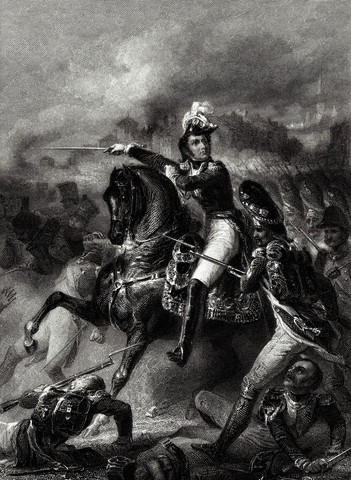
Jean Lannes v bitvě u Esslingen

V bitvě u Aspern (Esslingen) velel středu francouzské sestavy, když druhý den bitvy (22. května 1809), při organizování ústupu Francouzů jej sedícího se zkříženými dolními končetinami zasáhla dělová koule v místě křížení obou bérců. K těžce raněnému maršálovi s otevřenými zlomeninami bylo svoláno neprodleně lékařské konzilium (Larrey, Percy, Yvan), které nezaujalo jednotný názor. Nakonec byla slavným Larreyem provedena amputace levé dolní končetiny nad kolenem s tím, že osud druhé dolní končetiny bude rozhodnut až následně. V primitivních hygienických podmínkách se však dostavila obvyklá komplikace tehdejších válečných poranění – sepse. Maršál Lannes jí podlehl 31. května 1809 v Ebersdorfu u Vídně.
Jeho mrtvola byla převezena do Paříže, když od Štrasburku byla doprovázena vdovou Louisou, vévodkyní z Montebella. Maršál Lannes byl slavnostně pohřben v Pantheonu a jeho srdce pak v rodinné hrobce na hřbitově Montmartre v Paříži. V Lannesově rodišti Lectoure stojí jeho socha, v Paříži je boulevard Lannes a ve Vídni je po něm nazvána ulice probíhající na hranici původních obcí Aspern a Esslingen.

## Význam
Lannes pocházel z chudých poměrů a měl jen nepatrné základní vzdělání. Představuje typický výhonek z podhoubí revoluce. Lannes ovšem byl mimořádnou osobností a vedle Davouta, Soulta a částečně Masseny (v mladších letech) patřil k nejschopnějším Napoleonovým maršálům. Byl statečným, razantním důstojníkem, který měl zcela mimořádné velitelské schopnosti. Neobyčejně učenlivý, od svého velkého učitele a vzoru absorboval zásady moderní taktiky a strategie a svou největší slabinu – absenci vzdělání se pilně soustavným studiem snažil doplnit.
Patřil k nejbližším přátelům Napoleona a jako jeden z mála si s císařem tykal. Byl naprosto loajální, ale jako jediný z maršálů si dovolil mnohokrát Napoleona kritizovat. Jsou dokumentovány tvrdé výměny názorů mezi Lannesem a císařem, provázené zvýšenými hlasy, po kterých Lannes uraženě odešel a Napoleon pak vyvinul iniciativu k urovnání konfliktu. To mimo jiné svědčí o pevném citovém poutu, které Napoleona k Lannesovi vázalo, a jelikož rozpoznal ve svém maršálovi mimořádný vojenský talent, pověřoval jej samostatnými úkoly, které vyžadovaly rozvahu, rozhodnost a některé schopnosti, které měl jen on sám (zvolit místo bitvy a úder na slabinu protivníka ve správný čas). Jeho úzký vztah k císaři vzbuzoval i žárlivost kolegů. Známý je jeho napjatý vztah k Soultovi, Muratovi a Bessieresovi. Naopak věrně přátelsky se stýkal s Augereauem, který mu v začátcích několikrát pomohl.

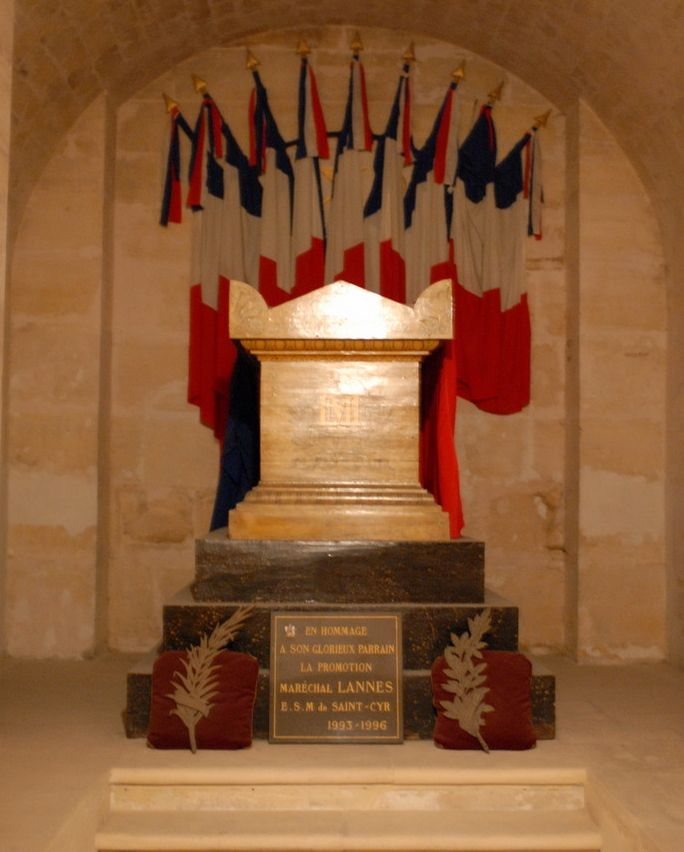
Lannesova hrobka v pařížském Panthéonu

Jedině svou pílí a schopnostmi tak Lannes uskutečnil vzestup ze syna podomka a prostého vojína na maršála císařství. Jeho cestu velmi výstižně charakterizoval Napoleon, když řekl: „Chez Lannes, le courage l’emportait d’abord sur l’esprit; mais l’esprit montait chaque jour pour se mettre en équilibre; je l’avais pris pygmée, je l’ai perdu géant“. („Lannesova odvaha byla větší než jeho duch, ale duch rostl den ode dne, až se nakonec vyrovnal odvaze. Potkal jsem trpaslíka a ztratil jsem obra.“). Lannesova smrt Napoleona zdrtila. Ztratil nejen věrného přítele, ale i jednoho z nejlepších generálů, se kterým se v mládí doslova dělil o sousto. Vdově Louise napsal ještě v den úmrtí maršála: „Ma cousine, le maréchal est mort ce matin des blessures qu’il a recues sur le champ d'honneur. Ma peine égale la vôtre. Je perds le général le plus distingué de mes armées, mon compagnon d’armes depuis seize ans, celui que je considérais comme mon meilleur ami. Sa famille et ses enfants auront toujours des droits particuliers à ma protection. C’est pour vous en donner l’assurance que j’ai voulu vous écrire cette lettre, car je sens que rien ne peut altérer la juste peine que vous ressentirez.“ („Drahá sestřenice, maršál dnes podlehl svým poraněním, která utrpěl na poli slávy. Můj bol je stejný jako Váš. Ztratil jsem nejpřednějšího generála svých armád, již 16 let svého druha ve zbrani, kterého jsem považoval za svého nejlepšího přítele. Jeho rodina a jeho děti budou vždy požívat nárok na moji zvláštní ochranu Tím Vás chci ubezpečit a proto píši tento dopis, neboť si uvědomuji, že nic nemůže zmírnit Vaši oprávněnou bolest.“).

## Rodina
Jean Lannes byl dvakrát ženat. První manželství uzavřel v roce 1794 s Jeanne-Josephe-Barbe „Polette“ Mericovou, dcerou bankéře. Manželství bylo však rozvedeno roku 1800, když po návratu z Egypta Lannes zjistil, že manželka porodila syna. Polette sice tvrdila, že otcem je Lannes, což však dle jeho přesvědčení (v souhlasu s lékařskou vědou současnosti) nebylo po 20 měsících absence možné. Syna neuznal za svého a soud manželství rozvedl pro nevěru manželky. Krátce se Lannes ucházel o sestru Napoleona Carolinu, ta však dala přednost Muratovi. Ještě roku 1800 Lannes uzavřel druhé manželství s krásnou a bohatou oduševnělou Louise-Antoinette de Guéheneuc (1782–1856), dcerou obchodníka a senátora. Manželství bylo považováno za vzorné, vyrovnané a manželský pár se stal ozdobou nejvyšších kruhů prvního císařství. Louisa svého manžela upřímně a pevně milovala a po jeho smrti se již nikdy nevdala. Třebaže měla nabídky k sňatku i z kruhů vládnoucích rodů, všechny odmítla s poukazem, že ”ta , jež patřila Lannesovi, nemůže již nikdy patřit jinému”.
Z manželství pocházelo pět dětí:
1. Louis Napoléon Auguste 2. vévoda z Montebella (1801–1874), stal se diplomatem a během červencové monarchie 6 týdnů ministrem zahraničí Francie a později ministrem námořnictva (1847–1848)
2. Alfred, hrabě Lannes (1802–1861)
3. Jean-Ernest, baron z Montebella (1803–1882)
4. Gustave-Olivier, hrabě z Montebella (1804–1875), stal se generálem
5. Joséphine (1806–1889)